# Ap Chau
Ap Chau (kinesiska: 鴨洲, 鸭洲) är en ö i Hongkong (Kina). Den ligger i den norra delen av Hongkong.